# Монтенье-сюр-л’Андло
Монтенье́-сюр-л’Андло́ (фр. Monteignet-sur-l'Andelot) — коммуна во Франции, находится в регионе Овернь. Департамент коммуны — Алье. Входит в состав кантона Ганна. Округ коммуны — Виши.
Код INSEE коммуны — 03182.

## Население
Население коммуны на 2008 год составляло 233 человека.
| 1962 | 1968 | 1975 | 1982 | 1990 | 1999 | 2008 |
| ---- | ---- | ---- | ---- | ---- | ---- | ---- |
| 274  | 283  | 249  | 297  | 287  | 271  | 233  |

## Экономика
В 2007 году среди 157 человек в трудоспособном возрасте (15—64 лет) 122 были экономически активными, 35 — неактивными (показатель активности — 77,7 %, в 1999 году было 68,3 %). Из 122 активных работали 113 человек (57 мужчин и 56 женщин), безработных было 9 (4 мужчин и 5 женщин). Среди 35 неактивных 4 человека были учениками или студентами, 18 — пенсионерами, 13 были неактивными по другим причинам.

## Достопримечательности
- Замок Фонторт
- Замок Идонь (XVI век)
- Ла-Кери, бывший замок XV века. Сохранились жилые здания XIX века и квадратная башня